# 너무도 아름다운 당신
너무도 아름다운 당신(You Were Never Lovelier)은 미국에서 제작된 윌리엄 A. 세이터 감독의 1942년 코미디, 뮤지컬 영화이다. 프레드 아스테어 등이 주연으로 출연하였고 루이스 F. 에델만 등이 제작에 참여하였다.

## 출연

### 주연
- 프레드 아스테어
- 리타 헤이워드

### 조연
- 아돌프 멘주
- 이소벨 엘솜
- 레슬리 브룩스
- 아델 마라
- 거스 쉴링
- 바버라 브라운
- 더글러스 레빗
- 자비에 쿠거

## 제작진
- 미술: 리오넬 뱅스
- 의상: 아이린